# Espace Jean-Tinguely–Niki-de-Saint-Phalle
 (avril 2015).
Si vous disposez d'ouvrages ou d'articles de référence ou si vous connaissez des sites web de qualité traitant du thème abordé ici, merci de compléter l'article en donnant les références utiles à sa vérifiabilité et en les liant à la section « Notes et références ».
L’espace Jean-Tinguely–Niki-de-Saint-Phalle est un musée inauguré le 16 mars 1998 dans la ville suisse de Fribourg et consacré à l'œuvre de Jean Tinguely et de Niki de Saint Phalle.
Géré depuis sa création par le Musée d'Art et d'Histoire de Fribourg mais dirigé par une fondation,, ce musée est né de la volonté de Niki de Saint Phalle d’offrir au canton de Fribourg des œuvres de Jean Tinguely. Ce lieu s’est ensuite progressivement enrichi de donations et d’œuvres successives – notamment des œuvres de Saint Phalle.

## Historique du musée
Durant le Moyen Âge et jusqu’au XVIIIe siècle, le lieu même où se trouve le musée était occupé par la chapelle et le cimetière des Cordeliers dont le couvent est situé, aujourd’hui encore, juste à côté. Puis le terrain fut laissé en friche jusqu’à la construction du bâtiment actuel, en 1899, par l’architecte Léon Hertling (de) qui en fit le premier dépôt des tramways de Fribourg. Le dépôt pouvait abriter 8 voitures disposées sur 4 voies desservies par une plaque tournante extérieure. L’espace intérieur, composé de la halle des trams à l’avant et d’un atelier à l’arrière, disposait d’une surface totale de 500 m2 sur une hauteur de 6 m, pourvu d’un éclairage zénithal.
Le bâtiment présente une imposante façade en molasse, à pilastres et à pignons néo-baroques. Le choix d’une façade monumentale sur la rue, suivant l’orientation des deux églises qui l’encadrent, souligne le caractère représentatif accordé à l’édifice.
En 1948 le bâtiment fut transformé en « garage du Bourg ». Bien que lourde, cette intervention liée à l’avènement de l’automobile ne présentait pas un caractère irréversible. À la suite des donations successives de Niki de Saint Phalle, le lieu bénéficia d’une réaffectation et d’une transformation qui dura de 1996 à 1998 sous la direction de l’architecte Michel Waeber. Le musée est ouvert le 16 mars 1998.

## Pièces notables
- Pièce monumentale : le Retable de l'Abondance occidentale et du Mercantilisme totalitaire réalisé en 1990.